# Cartilagini aritenoidi
La cartilagini aritenoidi o cartilagini aritenoidee sono strutture cartilaginee facenti parte delle cartilagini principali della laringe.

## Disposizione e rapporti
Le cartilagini aritenoidi sono poste nella parte posterosuperiore della laringe, sopra la cartilagine cricoide e dietro la cartilagine tiroidea. Vi si distinguono una base, tre facce e un apice.
La base, che si articola con la cartilagine cricoide nell'articolazione crioaritenoidea, presenta due processi: il processo muscolare diretto postero-lateralmente (su cui si fissano i muscoli cricoaritenoidei posteriore e laterale) e il processo vocale diretto antero-medialmente (su cui si fissa il legamento vocale).
La faccia mediale in basso è piana, mentre in alto si riduce ad un margine.

La faccia anterolaterale è divisa dalla cresta arcuata in due fosse: la fossa triangolare in alto e la fossa oblunga in basso.

La faccia posteriore è concava ed è coperta dal muscolo aritenoideo trasverso.
L'apice è incurvato in dentro e indietro e si articola con le cartilagini corniculate tramite l'articolazione aricorniculata.
Danno, inoltre, inserzione ai muscoli cricoaritenoideo posteriore, cricoaritenoideo laterale, tiroaritenoideo, aritenoideo obliquo, aritenoideo trasverso e ariepiglottico.

### Articolazione cricoaritenoidea
Le articolazioni cricoaritenoidee sono due e si instaurano fra la faccetta articolare della base delle aritenoidi e le faccette articolari aritenoidee presenti sul margine superiore della lamina cricoidea.
Tale articolazione, rinforzata dai legamenti cricoaritenoidei, permette alle aritenoidi movimenti di inclinazione in avanti, indietro, lateralmente e movimenti di rotazione intorno al proprio asse verticale: tali movimenti sono fondamentali nella fonazione in quanto i muscoli fissati ai processi vocale o muscolare possono tendersi o rilassarsi proprio grazie a questa mobilità.

## Struttura
Di forma piramidale, sono formate da cartilagine ialina ad eccezione dell'apice e del processo vocale che sono formati da cartilagine elastica.